# Vince Colletta
Vincent Joseph Colletta (15 de Outubro de 1923 - 3 de junho de 1991) foi um artista de quadrinhos italo-americano, melhor conhecido por seu trabalho de arte-finalizar (cobrir com tinta os desenhos a lápis) com frequência as ilustrações do famoso Jack Kirby nos anos de 1950-1960, período chamado de Era de Prata dos Quadrinhos. A dupla trabalhou em várias revistas da Marvel Comics, principalmente nos primeiros números do Quarteto Fantástico e em uma longa e festejada série com o personagem Thor que começou em Journey into Mystery e depois continuou em The Mighty Thor.

## Biografia
Vince Colletta nasceu em Casteldaccia, Sicília e emigrou para os Estados Unidos com sua família. Estudou em Nova Jérsei, na Academia Fine Arts.
Colletta começou com os quadrinhos em 1952, desenhando a lápis e arte-finalizando seu próprio trabalho para a Better Comics. Nos anos seguintes ele começou sua colaboração de décadas com a Marvel, quando a companhia ainda se chamava Atlas Comics. Inicialmente como um artista dos quadrinhos de romance, em revistas tais como Love Romances, Lovers, My Own Romance, Stories of Romance e The Romances of Nurse Helen Grant. Colletta trabalhou também em aventuras da selva (Jungle Action, Jann of the Jungle, Lorna, the Jungle Girl) e de horror/fantasia (Uncanny Tales e Journey into Mystery).
Enquanto a Atlas passava por dificuldades, Colletta fez trabalhos temporários como desenhista nos títulos de romance da DC Comics (Falling in Love, Girls' Love Stories, e Heart Throbs). Também na Charlton Comics ele trabalhou em Love Diary e Teen Confessions. Seu último trabalho creditado como desenhista (a lápis) durante décadas foi a história "I Can't Marry Now" em Love Diary #6 (Setembro de 1959).
O primeiro crédito confirmado de Colletta como arte-finalista de um desenho de terceiros é desconhecido, pois nos anos de 1950 não se divulgava essa informação. Os pesquisadores sugerem duas possibilidades: capa da revista da Atlas Annie Oakley Western Tales #10 (abril de  1956), em co-autoria com Sol Brodsky que a havia desenhado; ou uma história de três páginas chamada "I Met My Love Again", desenhada por Matt Baker na revista My Own Romance #65 (setembro de 1958). Colletta arte-finalizaria três histórias de aventura/fantasia da chamada fase pré-Marvel: "The Green Fog" em Journey into Mystery #50 (janeiro de 1959), "I Fell to the Center of the Earth" em Tales to Astonish #2 (março de 1959) e "The Brain Picker" em World of Fantasy #17 (abril de 1959).
Já a primeira colaboração de Colletta com Jack Kirby foi provavelmente a capa de Kid Colt: Outlaw #100 (setembro de 1961) ou (crédito confirmado) da capa de Love Romances #98 (março de 1962).

### Marvel Comics
Como um arte-finalista da Marvel nos anos de 1960, Colletta trabalhou em vários títulos novos tais como Daredevil (Demolidor). Notáveis foram a arte-finalização do desenho de Kirby nas revistas Fantastic Four #40-43, bem como The Fantastic Four Annual #3, que mostrou o casamento de Reed Richards e Susan Storm, cujo enredo trazia como astros convidados quase todos o maiores personagens da Marvel Comics da época.
Colletta começou seu trabalho de seis anos com o Thor de Kirby em uma história da série "Tales of Asgard" na revista Journey into Mystery #106 (julho de 1964). Colletta se tornou o principal artista da revista a partir do número 116 (maio de 1965). Ele continuou na revista quando o título foi mudado para The Mighty Thor no número 126 (março de 1966) e, com exceção do número 143 — continuaria até o número 167 (agosto de 1969). Voltaria na revista número 176 (maio de 1970) e no último número desenhado por Kirby, o número 179 (agosto de 1970). John Buscema arte-finalizou o número 178.
Colletta também foi o artista da revista Journey into Mystery Annual #1 (1965), que introduziu Hercules no Universo Marvel e The Mighty Thor King-Size Annual #2.
O trabalho com Thor é considerado a fase mais criativa de Colletta.
Nos anos de 1960 Colletta desenharia em revistas da Charlton Comics (Teen-Age Love e First Kiss, tendo sido creditado em republicações como "Vince Colletta Studio"). Ele ocasionalmente arte-finalizou histórias de romances desenhadas por Joe Sinnott, além de outros título da editora tais como Gunmaster. E também da Dell Comics (Guerrilla War, Jungle War Stories e a série de faroeste Idaho).

### DC Comics
Em 1970, Colletta — que tinha feito alguns trabalhos temporários para a DC Comics desde 1968 nas revistas de romance Falling In Love, Girls' Love Stories, Secret Hearts e Young Romance — mudou para a companhia acompanhando Jack Kirby, que deixou a Marvel Comics. Colletta arte-finalizou duas revistas branco-e-preto de Kirby: In the Days Of The Mob e Spirit World (com histórias curtas, ambas de outubro de 1971). Mais lembrados foram os trabalhos da dupla nas revistas da série Quarto Mundo: Superman's Pal, Jimmy Olsen' The Forever People, Mister Miracle e The New Gods. Se dizia que Colletta trouxera o visual inocente da Era Marvel para os novos heróis de Jack ao mesmo tempo que se dizia que ele apagava personagens figurantes e os transformava em silhuetas de multidão. O amigo de Kirby Mark Evanier e o artista Wally Wood convenceram o relutante desenhista a ir até o chefão da DC Carmine Infantino e remover Colletta da arte-finalização das revistas que ilustrava. Ele foi substituído por Mike Royer, o que levou a que alguns fãs escrevessem para a editora reclamando, acusando Kirby de ter abandonado o estilo visual da Marvel.
Colletta continuou a arte-finalizar grande números de revistas da DC, incluindo muitos títulos de Batman, Superman e Lanterna Verde; as adaptações das séries de TV Isis e Super Amigos; e muitas revistas da Mulher Maravilha, do número #206 (julho de 1973) até #270 (agosto de 1980), trabalhando com os desenhistas Don Heck, Dick Dillin, Curt Swan e José Delbo.
Ele se tornou Diretor de Arte da DC em maio de 1976 e ficou no cargo até maio de 1979.[carece de fontes?] Nesse período ele descobriu o futuro astro da industria de quadrinhos americana Frank Miller.
Nessa época Colletta continua a arte-finalizar pequenos trabalhos para a Marvel e também para a Skywald Publications (uma revista de horror em preto e branco, Psycho). Nos anos de 1980, Colletta trabalhou tanto para a DC como para a Marvel. Seu último crédito na Marvel foi a história curta humorística chamada Fred Hembeck Destroys the Marvel Universe (julho de 1989).
Art Cappello era frequentemente o assistente artístico de Colletta. Wally Wood também colaborou com o artista.

## Controvérsia
Colletta, reconhecido como um dos mais rápidos arte-finalistas dos quadrinhos americanos e um profissional de confiança para trabalhar em revistas com problemas de prazo, não ficou imune a críticas em sua carreira. Basicamente, a controvérsia residia no fato de que Colletta apagava e alterava os originais, seja por razões de custo como economizar tinta ou devido aos prazos.Joe Sinnott disse ao autor Ronin Ro: "Quando eu desenhava histórias de romances eu falava comigo mesmo que Vince destruiu o que fiz.... Ele eliminava pessoas dos quadrinhos e usava silhuetas...." O escritor Len Wein falou numa entrevista que pegava as histórias de Luke Cage e as levava para a arte do maravilhoso George Tuska, antes que Vinnie Colletta as arruinassem.
Os companheiros de Jack Kirby são particularmente críticos. Mark Evanier disse: "Em 1970 quando Steve Sherman e eu nos encontramos com Steve Ditko, o desenhista perguntou sobre as novas revistas de Kirby, em sua estréia na DC. Quando lhe falaram que Colletta cuidaria da arte-final, ele disse que provavelmente não veria as revistas. No passado, quando ambos trabalhavam para a Marvel, Ditko disse que pegava as últimas revistas no escritório e sempre olhava os créditos antes de levá-las para casa. Se encontrasse o nome de Colletta — especialmente nos desenhos de Kirby — ele marcava a revista para devolução ou então a jogava no lixo. E fazia questão que Stan visse isso e soubesse das razões disso.
Já os admiradores de Colletta como Tony Seybert, ressaltaram que o estilo suave e delicado da tinta do artista evocava o distante passado mítico e lendário, das brumas dos tempos anciões e era ideal para as linhas dos penhascos de Asgard e das paisagens do Monte Olimpo.